# Frankenthal, Pfalz
Frankenthal (Pfalz) är en distriktfri stad (Kreisfreie Stadt) i det tyska förbundslandet Rheinland-Pfalz. Den ligger mellan Worms och Ludwigshafen i storstadsområdet Rhen-Neckar. Frankenthal har cirka 49 000 invånare.
Staden ligger i låglandet vid övre Rhen och här finns den lägsta punkten i landskapet Pfalz med 87,3 meter över havet. Frankenthals högsta punkt utgörs av en kulle som tidigare var en soptipp (Monte Scherbelino, efter "Scherbe", tyska för skärva).